# Référendum révocatoire roumain de 2007
 (mai 2023).
Si vous disposez d'ouvrages ou d'articles de référence ou si vous connaissez des sites web de qualité traitant du thème abordé ici, merci de compléter l'article en donnant les références utiles à sa vérifiabilité et en les liant à la section « Notes et références ».
Un  référendum révocatoire a lieu le 19 mai 2007 en Roumanie à l'encontre du président Traian Băsescu.
Le 20 avril 2007 précédent, Băsescu avait été « suspendu » de ses fonctions par 322 députés, 108 contre et 10 abstentions, l'accusant d'avoir violé la Constitution et outrepassé ses fonctions.
Le référendum voit le président soutenu par une large majorité des votants, qui refusent sa révocation par 75,07 % des suffrages exprimés. Traian Băsescu réunit ainsi plus de voix « non » - opposé à sa révocation - que de votes en sa faveur lors du second tour de l'élection l'ayant portée à la présidence en 2004.

## Déclenchement de la crise
La raison principale du vote des 322 parlementaires est l'abandon par tous les autres partis politiques (sauf le Parti démocrate) du soutien au président. Notamment le Parti national libéral qui s'est allié à l'opposition socialiste pour destituer le président. Ce dernier est accusé d'avoir violé la Constitution et outrepassé ses fonctions.
Le président a été accusé par l'opposition de « dix-neuf cas de violations de la Constitution », d'une « attitude partisane » et d'« abandon de son rôle de médiateur politique », en raison de son « refus injustifié de nommer des ministres proposés par le Premier ministre » ou encore pour « avoir favorisé certains agents économiques ».
L'opinion de ses défenseurs est que Traian Băsescu s'est attaqué aux réseaux de la nomenklatura et de l'ancienne police secrète (la Securitate) qui, dans la société post-communiste, sont devenus les réseaux des grands oligarques, en ouvrant une partie des archives de la Securitate, et en critiquant le premier ministre libéral Călin Popescu-Tăriceanu en l'accusant de corruption. Băsescu s'est aussi attaqué régulièrement à la télévision et à une partie de la presse à partir de l'été 2006, en les accusant de soutenir ces réseaux qui discréditent les institutions démocratiques dans l'opinion publique. Il se serait également opposé au retrait immédiat des mille militaires roumains d'Irak en 2006 (voulu par le premier ministre), invoquant une possible chute de la crédibilité de la Roumanie sur la scène étrangère en cas de non tenue de ses engagements.

## Problèmes d'organisation à l'étranger

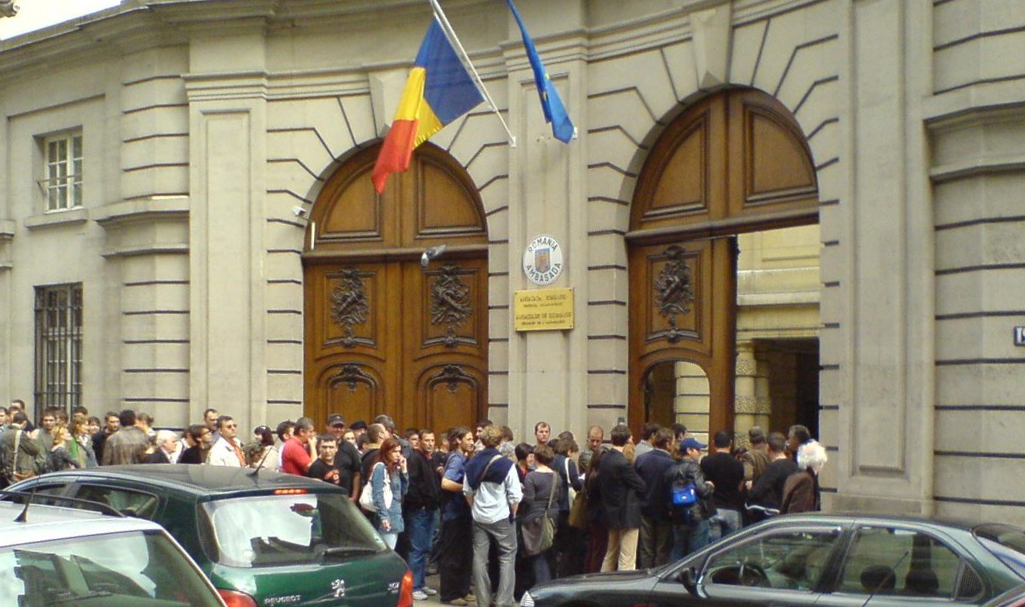
La fin de la file d'attente à l'ambassade roumaine à Paris, le soir moins d'une heure avant la fermeture des bureaux de vote.

Même si à Paris plusieurs milliers des personnes ont pu voter à l'ambassade après une attente debout d'une heure et demie l'après-midi, en Espagne et en Italie le nombre de points de vote était largement insuffisant. Sur les presque 900 000 personnes susceptibles de voter qui habitent en Espagne, seuls environ 180 000 bulletins de vote ont été distribués et seulement quelques milliers de personnes ont pu voter. À Rome, la file d'attente était de deux kilomètres le soir à l'ambassade. Les points de vote mobiles qui avaient été utilisés lors des élections précédentes en Espagne et en Italie n'étaient pas en fonction pour ce référendum.
En Espagne, les personnes qui n'ont pas pu voter ont protesté et ont cassé la porte d'entrée de l'ambassade. La police espagnole a été appelée à l'aide et les manifestants sont restés en face de l'ambassade jusqu'au moment où les résultats, largement favorables au président, ont été annoncés. À ce moment ils se sont dispersés pour fêter l'événement (source : Antena3 et Realitatea TV).
En République de Moldavie, l'attente était de plusieurs heures en période de canicule. Les électeurs se sont révoltés contre la mauvaise organisation, mais se sont efforcés de faire la queue pour montrer qu'ils veulent honorer leur nationalité roumaine nouvellement acquise et soutenir le président, bien connu pour avoir soutenu dans les instances internationales la cause du mouvement unioniste en Moldavie et Roumanie et s'être opposé à l'influence russe dans ces deux pays. À l'ambassade roumaine de Chișinău, les gens ont commencé à scander des slogans « On veut voter ! », « On veut voter ! » lorsque les officiels de l'ambassade ont fait une pause de plus d'une heure à midi pour manger.
Seuls sont accusés les partis au pouvoir pour la mauvaise organisation du référendum : « Cette coalition, formée des 322 et du gouvernement, a fait tous les abus possibles en ce qui concerne […] l'organisation du référendum » a déclaré Horia-Roman Patapievici dans une interview à Evenimentul Zilei. Dans un point de vote important à Madrid, le représentant du parti PNL ne s'est pas présenté, réduisant le personnel officiel de surveillance à six personnes.

## Organisation
La question posée est « Êtes vous d'accord avec le limogeage du président de la Roumanie, monsieur Traian Băsescu ? ». 
Le coût officiel estimé du référendum s'élève à 60 millions de lei, environ 18 millions €, soit environ un euro par inscrit sur les listes électorales.

## Résultats
Le résultat est doublement négatif. En effet, pour que le président soit destitué, il aurait fallu que plus de 50 % des votants votent pour, et que la participation atteigne le quorum de 50 % des inscrits.
| Choix                 | Votes      | %     | Quorum |
| --------------------- | ---------- | ----- | ------ |
| Pour                  | 2 013 099  | 24,94 |        |
| Contre                | 6 059 315  | 75,06 |        |
|                       |            |       |        |
| Votes valides         | 8 072 414  | 99,23 |        |
| Votes blancs ou nuls  | 62 858     | 0,77  |        |
| Total                 | 8 135 272  | 100   |        |
| Abstentions           | 10 166 037 | 55,55 |        |
| Total / participation | 18 301 309 | 44,45 | 50 %   |

« Êtes vous d'accord avec le limogeage du président de la Roumanie, monsieur Traian Băsescu ? »
| Pour 2 013 099 (24,94 %) |  |  | Contre 6 059 315 (75,06 %) |
| ▲                        |  |  |                            |
| Majorité absolue         |  |  |                            |

## Conséquences
Le jour du référendum, six députés parmi les 322 ayant votés la mise à référendum quittent leur parti respectifs pour soutenir le président, malgré leur vote initial.

### Allée 322

#### Mouvement de protestation
Peu après la publication des résultats, un mouvement de protestation contre les 322 députés ayant soutenu la destitution de Băsescu a dressé, dans une allée du Parc de la Jeunesse, au Sud de Bucarest, 322 faux « pals » à leurs noms (en fait des pyramides noires et hautes), par allusion à la légende du prince valaque Vlad III l'Empaleur, réputé avoir puni de ce supplice la corruption et la trahison. La légende de Vlad III l'Empaleur, à l'époque communiste, enseignait que sa justice était si sévère envers les marchands et les aristocrates exploitant le peuple, que la corruption avait disparu du pays durant son règne. Les passants ont écrit des messages d'adieu aux députés sur les faux « pals », car il restait alors encore 18 mois au Parlement jusqu'aux élections de 2008.

#### Soutien au président Băsescu
L'Allée 322 marque le soutien au président Băsescu qui voulait alors faire voter une nouvelle constitution pour moraliser la vie politique et lutter contre la corruption et les réseaux d'influence des « oligarques » de la « nomenklatura », qui selon le président et l'opposition, bloquaient les réformes et discréditaient les institutions de la république auprès de l'électorat et la crédibilité du pays à l'étranger.

#### Conséquences
Cet acte a provoqué l'indignation, non seulement des partis hostiles au président, mais aussi du Parti socialiste européen à travers son président Poul Nyrup Rasmussen : en effet, la nomenklatura roumaine, à travers son principal parti politique, majoritaire au parlement, s'est affiliée à l'internationale socialiste, qui l'a acceptée, bien qu'en Roumanie et dans les autres pays issus de la désagrégation de l'ancien Bloc de l'Est, elle représente un pôle conservateur de la vie politique. Le jour de son entrée dans le groupe socialiste au parlement européen, Poul Nyrup Rasmussen a dénoncé l'« allée 322 » comme une condamnation symbolique à la torture faite à ces 322 députés affiliés à « gauche ».